# Masahiko Ōkuma
Masahiko Ōkuma (jap. 大熊政彦, Ōkuma Masahiko; * 26. Dezember 1966) ist ein ehemaliger japanischer Judoka. 1990 siegte er bei den Asienspielen, 1991 war er Weltmeisterschaftszweiter.

## Karriere
Masahiko Ōkuma kämpfte im Halbleichtgewicht, der Gewichtsklasse bis 65 Kilogramm. 1986 unterlag er im Finale der Juniorenweltmeisterschaften dem Franzosen Bruno Carabetta. Ende 1988 war Ōkuma Dritter bei den Weltmeisterschaften der Studierenden. Bei den Asienspielen 1990 in Peking bezwang er im Finale den Südkoreaner Kim Chong-soo.
1991 unterlag Masahiko Ōkuma im Finale des Kodokan Cup Kenji Maruyama. Maruyama wurde für die Asienmeisterschaften 1991 nominiert, Ōkuma für die Weltmeisterschaften in Barcelona. Dort besiegte er im Halbfinale Bruno Carabetta, im Finale unterlag er dem Deutschen Udo Quellmalz. Ende 1992 siegte Kenji Maruyama beim Jigoro Kano Cup im Finale gegen Masahiko Ōkuma. Im April 1993 bezwang Ōkuma Maruyama im Finale des Kodokan Cup.